# 앱솔루트 보드카

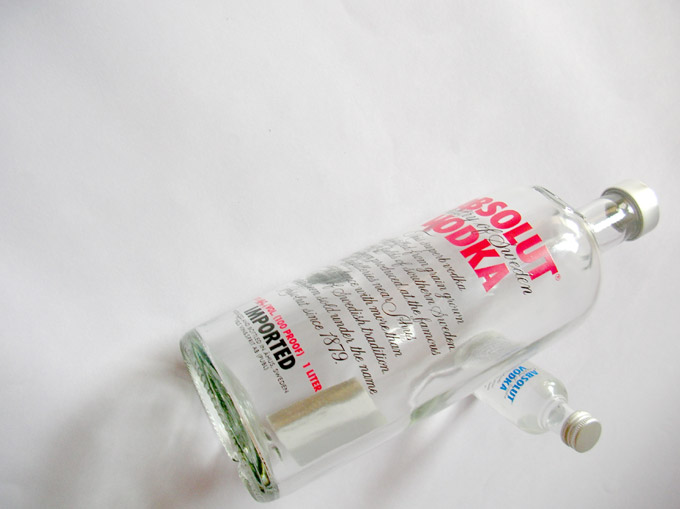
보드카 병

앱솔루트 보드카(Absolut Vodka)는 스웨덴에 본사를 두고, V&S에서 판매되는 보드카 브랜드 중 하나이다. 알코올 도수는 40%이다.